# Lomec
Lomec (deutsch Lometz) ist eine Gemeinde in Tschechien. Sie liegt dreieinhalb Kilometer südwestlich des Stadtzentrums von Klatovy und gehört zum Okres Klatovy.

## Geographie
Lomec befindet sich am nördlichen Fuße der Strážovská vrchovina (Drosauer Bergland) in der Klatovská kotlina (Klattauer Kessel). Das Dorf liegt rechtsseitig des Baches Novákovický potok. Nördlich erhebt sich die Klatovská hůrka (498 m), im Nordosten die Bubnování (443 m), im Osten die Výhořička (492 m), südöstlich die Výhořice (525 m) sowie südlich die Loreta (538 m) und die Lipová hora (476 m). Nordöstlich von Lomec verläuft die Straße II/191 zwischen Klatovy und Janovice nad Úhlavou.
Nachbarorte sind Beňovy im Norden, Klatovy im Nordosten, Luby im Osten, Újezdec, Hejno und Malá Víska im Südosten, Loreta, V Oborách, Horní Lhota, Týnec und Rozpáralka im Süden, Klenová, Vacovy, Granátka, Janovice nad Úhlavou und Rohozno im Südwesten, Dolní Lhota und Bezděkov im Westen sowie Novákovice, Drážský Mlýn und Kal im Nordwesten.

## Geschichte
Erstmals urkundlich erwähnt wurde Lomec im Jahre 1358, als Kaiser Karl IV. die Feste Lomec den Brüdern Johann, Peter, Jost und Ulrich von Rosenberg überließ. Später erwarben die Herren von Welhartitz das Gut. Zum Ausgang des 15. Jahrhunderts gehörte Lomec zu den Besitzungen der Brüder Peter und Nikolaus von Luby. Nachdem das Gut zu Beginn des 16. Jahrhunderts an die Herrschaft Klenau angeschlossen worden war, verlor die Feste ihre Bedeutung als Herrensitz und wurde dem Verfall überlassen. In der Mitte des 16. Jahrhunderts verkauften die Herren Lev von Rosental das Gut Lomec an Johann Wiedersperger von Wiedersperg auf Muttersdorf. Dieser ließ den Hof Lomec im Renaissancestil erneuern. In der zweiten Hälfte des 17. Jahrhunderts kauften die Grafen Kolowrat-Krakowský das Gut Lomec und schlugen es dem Gut Teinitzl zu.
Bis zur Mitte des 19. Jahrhunderts blieb Lomec nach Teinitzl untertänig.
Nach der Aufhebung der Patrimonialherrschaften bildete Lomce/Lometz ab 1850 einen Ortsteil der Gemeinde Novákovice im Gerichtsbezirk Klattau. Ab 1868 gehörte das Dorf zum Bezirk Klattau. Seit 1880 wird der tschechische Ortsname Lomec verwendet. Am 1. Juli 1975 wurden Novákovice und Lomec nach Dolní Lhota eingemeindet. Zu Beginn des Jahres 1976 kamen beide Dörfer als Ortsteile zu Týnec, ab 1980 gehörten sie zu Janovice nad Úhlavou. Seit dem 1. Jänner 1992 bildet Lomec erstmals in seiner Geschichte eine eigene Gemeinde.

## Gemeindegliederung
Die Gemeinde Lomec besteht aus den Ortsteilen und Katastralbezirken Lomec (Lometz) und Novákovice (Nowakowitz). Zu Lomec gehören die Einschichten Lomecká hospoda und (anteilig) Na Hrázi.

## Sehenswürdigkeiten
- Sühnekreuz am Weg zwischen Lomec und Luby
- Glockenturm an der Kreuzung im Zentrum von Lomec
- Burgstall Lomec, südöstlich des Teiches am Abzweig nach Luby und Loreta. Die im 14. Jahrhundert erbaute Wasserfeste erlosch zu Beginn des 16. Jahrhunderts. Es ist nicht eindeutig, ob die Feste in der Mitte des 16. Jahrhunderts durch Johann Wiedersperger noch einmal erneuert wurde, oder dies den nördlich des Teiches befindlichen Meierhof betraf. Erhalten sind heute eine mit Gebüsch bestandene Ödfläche und Reste des Wassergrabens.
- Naturschutzgebiet Luňáky, Sumpfgebiet an der Úhlava, westlich des Ortes

## Galerie

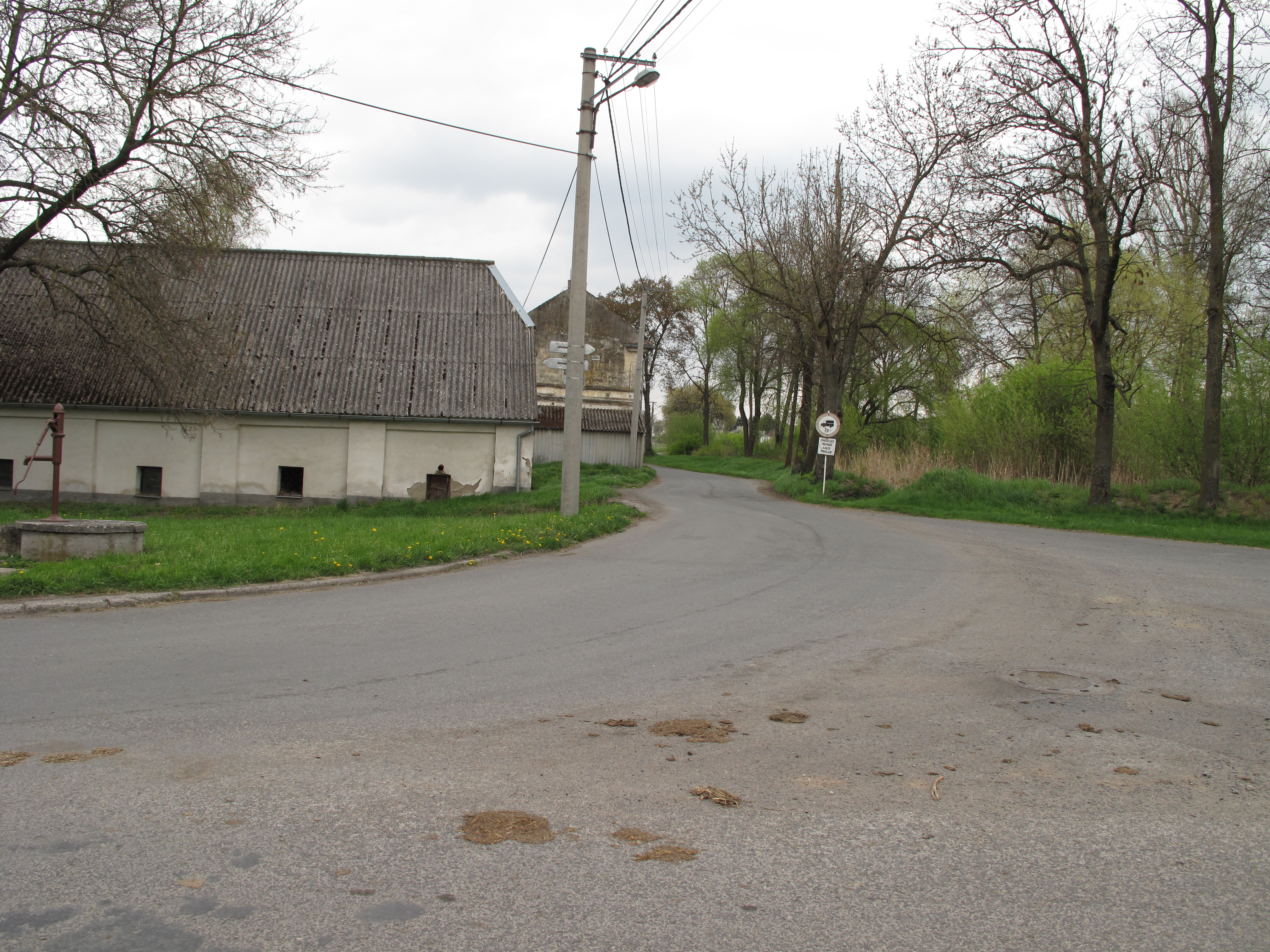
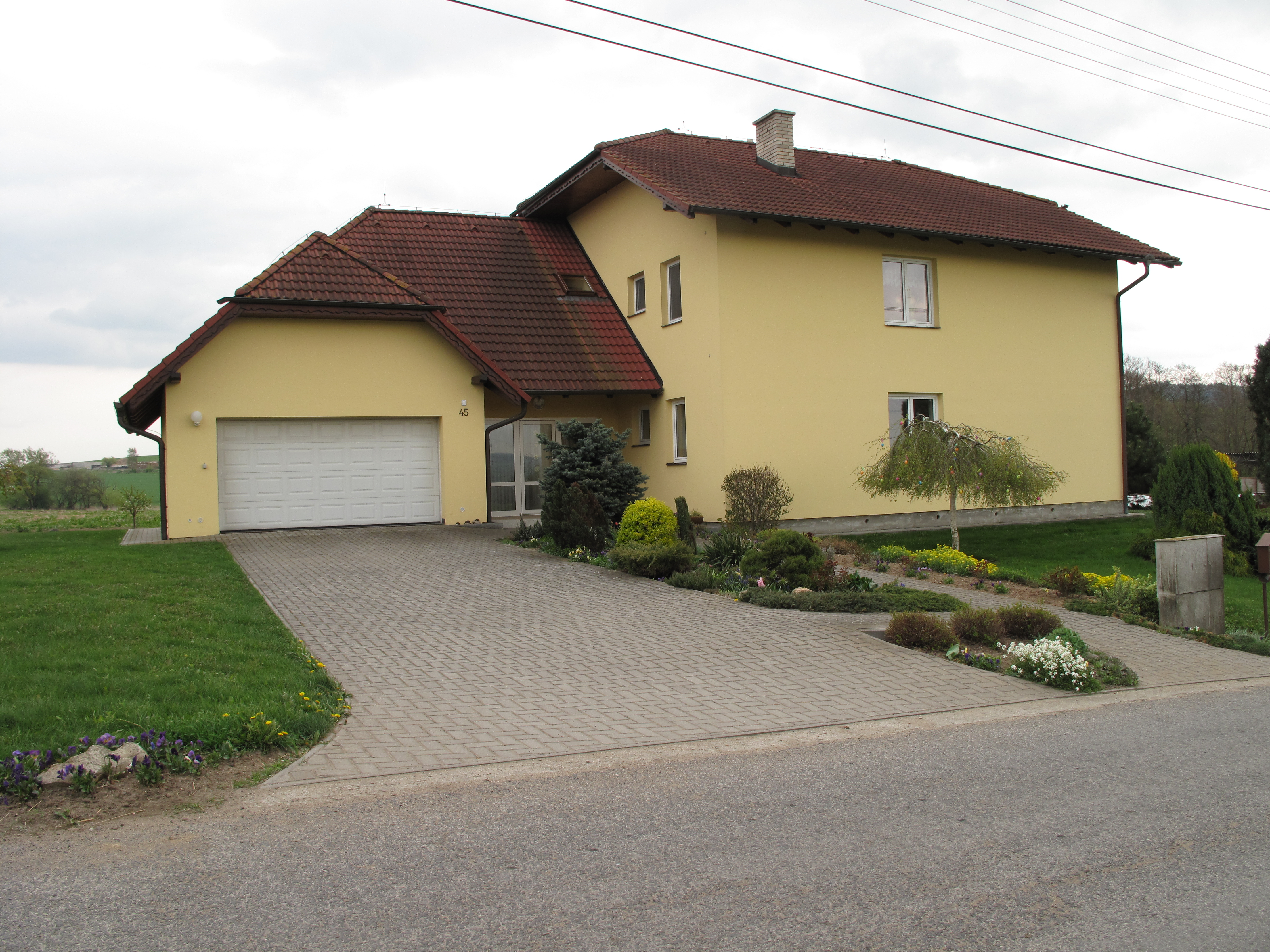
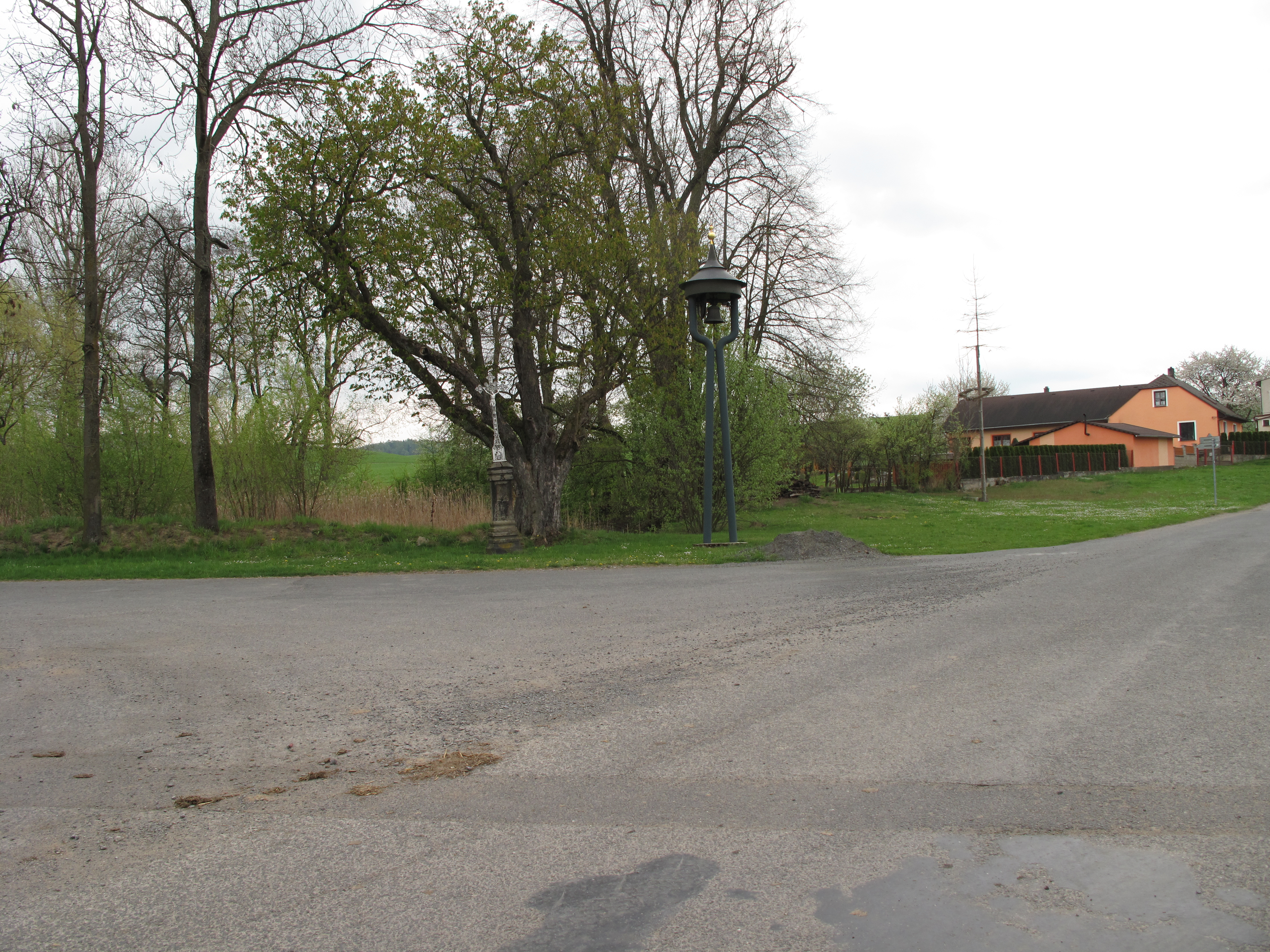